# Ogun (delstat)
Ogun är en delstat i sydvästra Nigeria, strax norr om Lagos och gränsande till Benin i väster. Den bildades 1976.
I delstaten bedrivs omfattande jordbruk, och här odlas bland annat ris, majs, maniok, jams, bananer, tobak och bomull. Det finns även visst skogsbruk. Industrin omfattar förädling av jordbruksprodukter samt produktion av bildäck och plast- och aluminiumprodukter. Huvudstaden Abeokuta är ett viktigt marknadscentrum samt väg- och järnvägsknutpunkt för trafik till och från Lagos.